# NS 6600
De serie NS 6600 was een serie lokaalspoortenderlocomotieven van de Nederlandse Spoorwegen (NS) en diens voorgangers Hollandsche IJzeren Spoorweg-Maatschappij (HSM) en Stoomtramweg Maatschappij West Friesland (SMWF).
De locomotieven werden in 1898 door de SMWF als stoomtramlocomotieven 1-3 in gebruik genomen voor de tramlijn tussen Wognum en Schagen. Nadat in 1905 het hele aandelenpakket van de SMWF naar de HSM overging, kreeg de HSM op 1 februari 1909 de volledige exploitatie en het materieel in handen. De HSM deelde de locomotieven als lokaalspoorlocomotieven in en gaf ze de nummers 1061-1063.
Bij de HSM werden deze locomotieven ook op de in 1912 geopende lijn tussen Van Ewijcksluis en Schagen ingezet.
Bij de samenvoeging van het materieelpark van de HSM en de Maatschappij tot Exploitatie van Staatsspoorwegen (SS) in 1921 kregen de locomotieven van deze serie de NS-nummers 6601-6603. De NS gaf de locomotieven van 1923/1924 tot 1936 in bruikleen aan de Nederlandsche Tramweg Maatschappij (NTM), waarvoor de locomotieven van tramstoot- en trekwerk werden voorzien. Nadat de locomotieven in 1936 terugkeerden naar de NS werden ze afgevoerd.
| Fabrieksnummer | In dienst | SMWF nummer | HSM nummer | NS nummer | Uit dienst | Bijzonderheden |
| -------------- | --------- | ----------- | ---------- | --------- | ---------- | -------------- |
| 152            | 1898      | 1           | 1061       | 6601      | 1936       |                |
| 153            | 1898      | 2           | 1062       | 6602      | 1936       |                |
| 154            | 1898      | 3           | 1063       | 6603      | 1936       |                |